# 圆环行动
圆环行动是1991年5月苏联解体前夕，苏联内务部队和特别用途机动单位在阿塞拜疆西部亚美尼亚人聚居地区开展的一项军事行动，官方称此次行动目的为“检查护照”，但实际上苏联政府的目的是解除当地为应对冲突而组织起来的亚美尼亚人的武装。軍用載具、火炮和武裝直升機也隨著地面部隊進攻而出發以鏟除亞美尼亞敢死隊。
然而與行動目標相反，蘇聯部隊中的阿塞拜疆族部隊强制驅逐在邵武勉區内定居的亞美尼亞人，多達24個農村的人口被驅逐至鄰國亞美尼亞蘇維埃社會主義共和國。此後，在舒沙和哈德魯特區上17個亞美尼亞人居住的村莊也被强制驅逐。英國記者托馬斯·德·瓦爾形容圓環為蘇聯第一場也是唯一一場的内戰。 有些作者也把這場蘇聯與阿塞拜疆聯合行動描述為種族清洗。這場行動中也常發生系統性的人權侵犯行爲。
苏联出动了第4集团军中的阿塞拜疆族部队。亚美尼亚一方的领导人为塔图尔·克尔佩扬。行动最终驱逐了数千名亚美尼亚人。